# Nick Collins
Nicholas "Nick" Collins (født 16. august 1983 i Gainesville, Florida, USA) er en tidligere amerikansk footballspiller, der spillede syv år i NFL som free safety for Green Bay Packers.

## Klubber
- 2005-2011: Green Bay Packers.